# Trekantorm
 Der er for få eller ingen kildehenvisninger i denne artikel, hvilket er et problem. Du kan hjælpe ved at angive troværdige kilder til de påstande, som fremføres i artiklen.

Trekantorm (Pomatoceros triqueter) er en lille kalkrørsorm son kan kendes på sit ca. 3-5 cm lange bugtede kalkrør der har en markant køl. Det omsluttende kalkrør er normalt fasthæftet i hele sin længde og dannet gennem det levende dyrs udskillelse af et kalkholdigt sekret fra kirtler i skindet. Selve ormen viser en smuk tentakelkrone når den fisker, men den kan også trække sig tilbage i røret, der lukkes med en tallerkenformet operculum prop. Kroppen af ormen kan have flotte farver og især på tentakelkronen, som man ser stikke ud, har de enkelte radioler bånd i forskellige farver.
Trekantormen er vidt udbredt og findes i Danmark overalt fra Nordsøen til den vestlige Østersø, men er måske særligt hyppig i Limfjordsområdet, hvor den ses overalt på hårde overflader såsom sten og blåmuslingeskaller samt på bøjer og skibe hvor de kan udgøre et problem på eksempelvis skibsskruer.
Trekantormen lever af plankton og småpartikler der indfanges med tentakelkronen.